# Pneumatopteris pergamacea
Pneumatopteris pergamacea är en kärrbräkenväxtart som beskrevs av Holtt. Pneumatopteris pergamacea ingår i släktet Pneumatopteris och familjen Thelypteridaceae. Inga underarter finns listade.